# Salvitelle
Salvitelle är en ort och kommun i provinsen Salerno i regionen Kampanien i Italien. Kommunen hade 526 invånare (2017).